# Verwaltungsgemeinschaft Anhalt-Süd
Die Verwaltungsgemeinschaft Anhalt-Süd im Landkreis Köthen in Sachsen-Anhalt (Deutschland) war bis zum 31. Dezember 2004 der kommunalpolitische Zusammenschluss der Gemeinden Cösitz, Cosa, Glauzig, Gnetsch, Görzig, Libehna, Prosigk, Stadt Radegast, Riesdorf, Schortewitz, Trebbichau an der Fuhne, Weißandt-Gölzau und Zehbitz. Zusammen mit der ebenfalls aufgelösten Verwaltungsgemeinschaft Fuhneaue und Verwaltungsgemeinschaft Oberes Ziethetal gingen die Gemeinden in der neuen Verwaltungsgemeinschaft Südliches Anhalt auf. Geleitet wurde die Verwaltungsgemeinschaft von 1994 bis 2000 durch Holger Broszat und 2000 bis zum Zusammenschluss durch Stephan Bratek.